# 니콜라오스 카바실라스
니콜라오스 카바실라스(Νικόλαος Καβάσιλας, 1322-1392)는 14세기 동로마 제국의 신학자이자 신비주의 저술가였다. 동방 정교회에서 6월 20일을 그의 축일로 기념한다.
니콜라오스는 1322년에 테살로니키에서 태어났다. 니콜라오스는 당대 신학자이자 훗날 테살로니키 대주교가 되는 닐로스 카바실라스의 조카였다. 그는 부계 성인 하마에토스(Χαμαετός)보다 모계 성인 카바실라스를 사용하길 선호했다. 그는 콘스탄디누폴리스에서 수사학, 신학, 자연과학을 공부했다.
니콜라오스는 요안니스 칸타쿠지노스의 친구였으며, 내전 기간 동안 칸타쿠지노스를 지지했다. 이후에는 요안니스의 고문으로 종사했다. 1347년 테살로니키 대주교로 임명된 그리고리오스 팔라마스와 동행하여 테살로니키로 왔으나, 도시를 장악한 열심당의 저항으로 콘스탄디누폴리스로 돌아가야 했다. 1353년 새 콘스탄디누폴리스 총대주교 후보자 3명 중 하나로 뽑히기도 했다. 요안니스가 퇴임할 때, 함께 망가나 수도원(Μονή των Μαγγάνων)에 들어갔으며, 남은 생을 거기서 보냈다.
주요 저서로는 《그리스도 안의 삶》(Περί της εν Χριστώ ζωής)과 《신성한 성찬예배 해설》(Ἑρμηνεία τῆς θείας Λειτουργίας)이 있다.

## 참고문헌
- 시낙사리온